# Kaleju tirelis
Kaleju tirelis este o arie protejată (arie specială de conservare — SAC, sit de importanță comunitară — SCI, arie de protecție specială avifaunistică — SPA) din Letonia întinsă pe o suprafață de 40,83 ha, integral pe uscat.

## Localizare
Centrul sitului Kaleju tirelis este situat la coordonatele 56°39′04″N 24°33′51″E / 56.651°N 24.5643°E.

## Înființare
Situl Kaleju tirelis a fost declarat arie de protecție specială avifaunistică în decembrie 2002 pentru a proteja 1 specie de animale. Alte tipuri de protecție:
- sit de importanță comunitară (în mai 2004)
- arie specială de conservare (în mai 2004)[1][3][4]

## Biodiversitate
Situată în ecoregiunea boreală, aria protejată conține 5 habitate naturale: Mlaștini turboase de tranziție și turbării mișcătoare, Taiga vestică, Păduri caducifoliate bătrâne naturale hemiboreale fino-scandinave (Quercus, Tilia, Acer, Fraxinus sau Ulmus) bogate în specii epifite, Păduri caducifoliate de mlaștină fino-scandinave, Mlaștini împădurite.
La baza desemnării sitului se află o specie protejată de  păsări: cocor (Grus grus)
Pe lângă speciile protejate, pe teritoriul sitului au mai fost identificate 3 specii de plante.